# Martyna Snopek
Martyna Snopek (ur. 1986) – polska niepełnosprawna wioślarka, paraolimpijka, dwukrotna brązowa medalistka mistrzostw świata (2006, 2007).
Zawodniczka klubu Start Szczecin. Jej trenerami są Tomasz Kaźmierczak i Maurice Coughlan.
Reprezentowała Polskę na Letnich Igrzyskach Paraolimpijskich w Pekinie w 2008 roku w konkurencjach jedynek. W swoim wyścigu eliminacyjnym zajęła trzecie miejsce co dało jej awans do repesaży. W repesażach zajęła także trzecie miejsce co oznaczało brak awansu do finału A. W finale B nie wystartowała i została ostatecznie sklasyfikowana na 12 miejscu.